# Orthocladius subglaber
Orthocladius subglaber är en tvåvingeart som först beskrevs av Jean-Jacques Kieffer 1921.  Orthocladius subglaber ingår i släktet Orthocladius och familjen fjädermyggor.
Artens utbredningsområde är Polen. Inga underarter finns listade i Catalogue of Life.